# Dai Takeuchi
Dai Takeuchi (武内 大 Takeuchi Dai?), född 31 maj 1992 i Oita prefektur, är en japansk fotbollsspelare.
Takeuchi började sin karriär 2014 i V-Varen Nagasaki. Han spelade 11 ligamatcher för klubben. Han avslutade karriären 2016.